# یوکیکو اوکادا
یوکیکو اوکادا (انگلیسی: Yukiko Okada; ۲۲ اوت ۱۹۶۷ – ۸ آوریل ۱۹۸۶) خوانندگی، بازیگر، مدل (شخص) اهل ژاپن بود. وی بین سال‌های ۱۹۸۳ تا ۱۹۸۶ میلادی فعالیت می‌کرد.